# Kulcs
Kulcs es un pueblo húngaro perteneciente al distrito de Dunaújváros, condado de Fejér.

## Superficie
Cuenta con una superficie de 16,73 km².

## Demografía
Hasta 2024 la población era de 3591 habitantes, con una densidad de población de 214,64 hab/km².
| Gráfica de evolución demográfica de Kulcs entre 2020 y 2024 |
|                                                             |
| Datos según la Oficina Central de Estadística de Hungría.   |